# Аркуль (посёлок городского типа)
А́ркуль — посёлок городского типа в Нолинском районе Кировской области России. Административный центр Аркульского городского поселения.

## География
Находится на юге центральной части Кировской области, в зоне хвойно-широколиственных лесов, в пределах Волго-Вятской низменности, при впадении реки Аркульский приток в Вятку. В черте посёлка несколько стариц — озеро Ефимовское, Побочное, Чёрное.

### Климат
Климат характеризуется как умеренно континентальный, с тёплым летом и морозной снежной зимой. Средняя температура воздуха самого холодного месяца (января) составляет −14,2 °C (абсолютный минимум — −46 °С); самого тёплого месяца (июля) — 18,4 °C (абсолютный максимум — 37 °С). Безморозный период длится в течение 132 дней. Годовое количество атмосферных осадков — 545 мм, из которых 379 мм выпадает в период с апреля по октябрь. Устойчивый снежный покров образуется в середине ноября и держится 160—170 дней.

## История
Основан в начале XX века судовладельцами Булычовыми. Прототип описан Максимом Горьким в произведении «Егор Булычов и другие».
Статус посёлка городского типа с 1932 года.

## Население
| 1959  | 1970  | 1979  | 1989  | 2002  | 2009  | 2010  | 2012  | 2013  |
| ----- | ----- | ----- | ----- | ----- | ----- | ----- | ----- | ----- |
| 5718  | ↘5260 | ↘4050 | ↘3163 | ↘2616 | ↘2362 | ↘2053 | ↘2009 | ↘1995 |
| 2014  | 2015  | 2016  | 2017  | 2018  | 2019  | 2020  | 2021  |       |
| ↘1946 | ↘1935 | ↘1912 | ↘1826 | ↘1777 | ↘1711 | ↘1665 | ↘1405 |       |

## Инфраструктура
Большая часть трудоспособного населения, особенно мужского пола, работает за пределами Кировской области на предприятиях речного флота России.
Основные предприятия — Аркульский судостроительно-ремонтный завод, Аркульский участок ООО «Вятское речное пароходство».
Школа, Аркульский городской дом культуры.

## Транспорт
Остановка общественного транспорта «Аркуль». Пристань «Аркуль».